# Schweizer Skimeisterschaften 1940
Die Schweizer Skimeisterschaften 1940 fanden vom 2. bis zum 4. Februar 1940 in Gstaad und am 10. März 1940 in Saint-Cergue statt. Ausgetragen wurden im Skilanglauf die Distanzen 16 km und 46 km. Beim 16-km-Lauf wurde der Heinz von Allmen und beim 46-km-Lauf Hans Schoch Erster. Das Skispringen gewann Ludwig Demarmels. Im Ski Alpin wurden die Disziplinen Abfahrt und Slalom ausgetragen. Dabei gewann Albert Scheuing die Abfahrt und Rudolf Rominger das Slalomrennen. Bei den Frauen siegte Erna Steuri in der Abfahrt und Nini von Arx-Zogg im Slalom sowie in der Kombinationswertung. Schweizer Skimeister wurde Heinz von Allmen, der die Vierer Kombinationswertung gewann.

## Vierer Kombination Männer
Die Kombination wurde über eine Punktewertung aus den Ergebnissen von Abfahrt, Skisprung, 16-km-Lauf und Slalom berechnet.
| Platz | Name              | Verein         | Punkte |
| ----- | ----------------- | -------------- | ------ |
| 01    | Heinz von Allmen  | Wengen         | 51,50  |
| 02    | Willy Paterlini   | Lenzerheide    | 54,79  |
| 03    | Willy Bernath     | Chaux-de-Fonds | 62,62  |
| 04    | Jean Dormond      | Villars        | 66,62  |
| 05    | Walter Fux        | Zermatt        | 67,00  |
| 06    | Martin Zimmermann | SC Davos       | 95,11  |

## Skilanglauf

### 16 km
| Platz | Name              | Verein         | Zeit (std) |
| ----- | ----------------- | -------------- | ---------- |
| 01    | Heinz von Allmen  | Wengen         | 1:12:05    |
| 02    | Robert Zurbriggen | Saas-Fee       | 1:13:52    |
| 03    | Franz Winkler     | Luzern         | 1:15:00    |
| 04    | Hans Schoch       | Urnäsch        | 1:15:08    |
| 05    | Eduard Müller     | Zürich         | 1:15:32    |
| 06    | Victor Borghi     | Les Diablerets | 1:15:44    |

Datum: Samstag, 3. Februar 1940
 Heinz von Allmen aus Wengen holte mit einer Zeit von 1:12:05 Stunden und mit einer Minute und 47 Sekunden Vorsprung auf Robert Zurbriggen den Schweizer Meistertitel.

### 46 km
| Platz | Name               | Verein         | Zeit (std) |
| ----- | ------------------ | -------------- | ---------- |
| 01    | Hans Schoch        | Urnäsch        | 3:10:43    |
| 02    | Adolf Freiburghaus | Chaux-de-Fonds | 3:11:10    |
| 03    | Victor Borghi      | Les Diablerets | 3:13:16    |
| 04    | Charles Baud       | Le Brassus     | 3:17:55    |
| 05    | Willy Roth         | Bern           | 3:18:07    |
| 06    | Willy Bernath      | Chaux-de-Fonds | 3:19:41    |

Datum: Sonntag, 10. März 1940

 Hans Schoch aus Urnäsch gewann in einer Zeit von 3:10:43 Stunden und mit 27 Sekunden Vorsprung auf Adolf Freiburghaus und Victor Borghi. Der Vorjahressieger August Sonderegger wurde Siebter.

## Skispringen

### Normalschanze
| Platz | Name             | Verein      | Punkte |
| ----- | ---------------- | ----------- | ------ |
| 01    | Ludwig Demarmels | SC Davos    | 229,5  |
| 02    | Willy Paterlini  | Lenzerheide | 222,5  |
| 03    | Marcel Reymond   | Ste-Croix   | 221,5  |
| 04    | Bruno Trojani    | Gstaad      | 220,9  |
| 05    | Jean Dormond     | Villars     | 214,8  |
| 06    | Richard Bühler   | St. Croix   | 214,3  |

Datum: Sonntag, 4. Februar 1940

Ludwig Demarmels aus Davos gewann mit Weiten von 55 und 61 Metern auf der Mattenschanze vor den Meister von 1938 Willy Paterlini und Marcel Reymond. Der Vorjahressieger Rudolf Felber war nicht am Start.

## Ski Alpin

### Männer

#### Abfahrt
| Platz | Name             | Verein      | Zeit (min) |
| ----- | ---------------- | ----------- | ---------- |
| 01    | Albert Scheuing  | St. Moritz  | 3:18,6     |
| 02    | Fritz Kaufmann   | Grindelwald | 3:21,6     |
| 03    | Peter Mathis     | SC Davos    | 3:21,8     |
| 04    | Fritz Telli      | SC Davos    | 3:25,4     |
| 05    | Rudolf Rominger  | St. Moritz  | 3:25,8     |
| 06    | Heinz von Allmen | Wengen      | 3:26,6     |

Datum: Freitag, 2. Februar 1940

#### Slalom
| Platz | Name              | Verein         | Zeit (min) |
| ----- | ----------------- | -------------- | ---------- |
| 01    | Rudolf Rominger   | St. Moritz     | 1:40,6     |
| 02    | Heinz von Allmen  | Wengen         | 1:41,2     |
| 03    | Robert Zurbriggen | Saas-Fee       | 1:44,4     |
| 04    | Willy Bernath     | Chaux-de-Fonds | 1:47,4     |
| 05    | Fritz Telli       | SC Davos       | 1:49,0     |
| 06    | Max Robbi         | St. Moritz     | 1:49,6     |

Datum: Sonntag, 4. Februar 1940

### Frauen

#### Abfahrt
| Platz | Name                 | Verein      | Zeit (min) |
| ----- | -------------------- | ----------- | ---------- |
| 01    | Erna Steuri          | Grindelwald | 2:04,8     |
| 02    | Nini von Arx-Zogg    | Arosa       | 2:07,4     |
| 03    | Elsa Färber          | Zürich      | 2:23,8     |
| 04    | Verena Fuchs         | SC Davos    | 2:32,2     |
| 05    | Erika Gasche         | Gstaad      | 2:40,8     |
| 06    | Verena von Grüningen | Gstaad      | 2:41,0     |

Datum: Freitag, 2. Februar 1940

#### Slalom
| Platz | Name               | Verein      | Zeit (min) |
| ----- | ------------------ | ----------- | ---------- |
| 01    | Nini von Arx-Zogg  | Arosa       | 1:51,4     |
| 02    | Verena Fuchs       | SC Davos    | 1:59,4     |
| 03    | Erna Steuri        | Grindelwald | 2:01,3     |
| 04    | Gertrud Schumacher | Zürich      | 2:01,8     |
| 05    | Erika Gasche       | Gstaad      | 2:09,0     |

Datum: Sonntag, 4. Februar 1940

#### Kombination
Die Kombination wurde über eine Punktewertung aus den Ergebnissen von Abfahrt und Slalom berechnet.
| Platz | Name                 | Verein      | Punkte |
| ----- | -------------------- | ----------- | ------ |
| 01    | Nini von Arx-Zogg    | Arosa       | 2,02   |
| 02    | Erna Steuri          | Grindelwald | 5,30   |
| 03    | Verena Fuchs         | SC Davos    | 25,76  |
| 04    | Erika Gasche         | Gstaad      | 37,63  |
| 05    | Gertrud Schumacher   | Zürich      | 42,34  |
| 06    | Verena von Grüningen | Gstaad      | 45,82  |

Datum: Freitag, 2. Februar 1940 und Sonntag, 4. Februar 1940